# Wahlbezirk Böhmen 75
Der Wahlbezirk Böhmen 75 war ein Wahlkreis für die Wahlen zum Abgeordnetenhaus im österreichischen Kronland Böhmen. Der Wahlbezirk wurde 1907 mit der Einführung der Reichsratswahlordnung geschaffen und bestand bis zum Zusammenbruch der Habsburgermonarchie.

## Geschichte
Nachdem der Reichsrat im Herbst 1906 das allgemeine, gleiche, geheime und direkte Männerwahlrecht beschlossen hatte, wurde mit 26. Jänner 1907 die große Wahlrechtsreform durch Sanktionierung von Kaiser Franz Joseph I. gültig. Mit der neuen Reichsratswahlordnung schuf man insgesamt 516 Wahlbezirke, wobei mit Ausnahme Galiziens in jedem Wahlbezirk ein Abgeordneter im Zuge der Reichsratswahl gewählt wurde. Der Abgeordnete musste sich dabei im ersten Wahlgang oder in einer Stichwahl mit absoluter Mehrheit durchsetzen. Der Wahlkreis Böhmen 75 umfasste folgende Gerichtsbezirke bzw. Gemeinden, wobei jedoch die Städte Budweis (Wahlbezirk 18) sowie Lischau und Schweinitz (Wahlbezirk 29) ausgenommen waren:
- Gerichtsbezirk Budweis (ohne die Gemeinden Roschowitz, Saboř, Böhmisch Fellern, Brod, Dubiken, Gauendorf, Hackelhöf, Hodowitz, Hummeln, Leitnowitz, Gutwasser, Ruden,  Rudolfstadt, Strodenitz)
- Gerichtsbezirk Lischau
- Gerichtsbezirk Schweinitz (ohne die Gemeinden Haid und Neudorf)
- Berlau und Neudorf (Gerichtsbezirk Kalsching)
- Dluhe, Großporeschin und Oemau (Gerichtsbezirk Kaplitz)
- Chlum, Goldenkron, Holubau, Krassau, Krems, Mirkowitz, Mitterszwinzen, Subschitz, Unterbreitenstein und Welleschin (alle Gerichtsbezirk Krumau)
- sowie Julienhain (Gerichtsbezirk Gratzen)

Aus der Reichsratswahl 1907 ging Antonín Šachl als Sieger hervor. Bei der Reichsratswahl 1911 konnte sich Vojtěch Krž durchsetzen.

## Wahlergebnisse

### Reichsratswahl 1907
Die Reichsratswahl 1907 wurde am 14. Mai 1907 (erster Wahlgang) sowie am 23. Mai 1907 (Stichwahl) durchgeführt.

#### Erster Wahlgang
| Kandidat                                                                | Partei                                               | Wahlkreis- stimmen | Stimmen- anteil |
| ----------------------------------------------------------------------- | ---------------------------------------------------- | ------------------ | --------------- |
| Antonín Šachl                                                           | Partei des katholischen Volkes (Klerikaler Agrarier) | 3254               | 35,9 %          |
| František Pešula                                                        | Tschechische Sozialdemokratische Partei              | 2907               | 32,1 %          |
| Vojtěch Holanský                                                        | Tschechische Agrarpartei                             | 2680               | 29,6 %          |
| Eduard Moravec                                                          | Jungtschechen                                        | 182                | 2,0 %           |
|                                                                         | Sonstige Parteien                                    | 29                 | 0,3 %           |
| Wahlberechtigte: 11.944, Ungültige Stimmen: 60, Wahlbeteiligung: 76,3 % |                                                      |                    |                 |

#### Stichwahl
| Kandidat                                                                 | Partei                                               | Wahlkreis- stimmen | Stimmen- anteil |
| ------------------------------------------------------------------------ | ---------------------------------------------------- | ------------------ | --------------- |
| Antonín Šachl                                                            | Partei des katholischen Volkes (Klerikaler Agrarier) | 4981               | 61,8 %          |
| František Pešula                                                         | Tschechische Sozialdemokratische Partei              | 3224               | 39,2 %          |
| Wahlberechtigte: 11.944, Ungültige Stimmen: 118, Wahlbeteiligung: 68,9 % |                                                      |                    |                 |

### Reichsratswahl 1911
Die Reichsratswahl 1911 wurde am 13. Juni 1911 sowie am 20. Juni 1911 (Stichwahl) durchgeführt.

#### Erster Wahlgang
| Kandidat                                                                | Partei                                  | Wahlkreis- stimmen | Stimmen- anteil |
| ----------------------------------------------------------------------- | --------------------------------------- | ------------------ | --------------- |
| Vojtěch Krž                                                             | Tschechische Agrarpartei                | 2868               | 34,1 %          |
| Antonín Šachl                                                           | Christlichsoziale Partei                | 2320               | 27,6 %          |
| Alois Kříž                                                              | Tschechische Sozialdemokratische Partei | 2214               | 26,3 %          |
| Jan Gregor                                                              | Tschechisch national-soziale Partei     | 555                | 6,6 %           |
| Adalbert Johanis                                                        | Häuslerpartei                           | 400                | 4,8 %           |
|                                                                         | Sonstige Parteien                       | 49                 | 0,6 %           |
| Wahlberechtigte: 12.104, Ungültige Stimmen: 80, Wahlbeteiligung: 70,1 % |                                         |                    |                 |

#### Stichwahl
| Kandidat                                                                | Partei                   | Wahlkreis- stimmen | Stimmen- anteil |
| ----------------------------------------------------------------------- | ------------------------ | ------------------ | --------------- |
| Vojtěch Krž                                                             | Tschechische Agrarpartei | 4146               | 60,9 %          |
| Antonín Šachl                                                           | Christlichsoziale Partei | 2664               | 39,1 %          |
| Wahlberechtigte: 12.104, Ungültige Stimmen: 62, Wahlbeteiligung: 56,8 % |                          |                    |                 |